# Патрісія Мамона

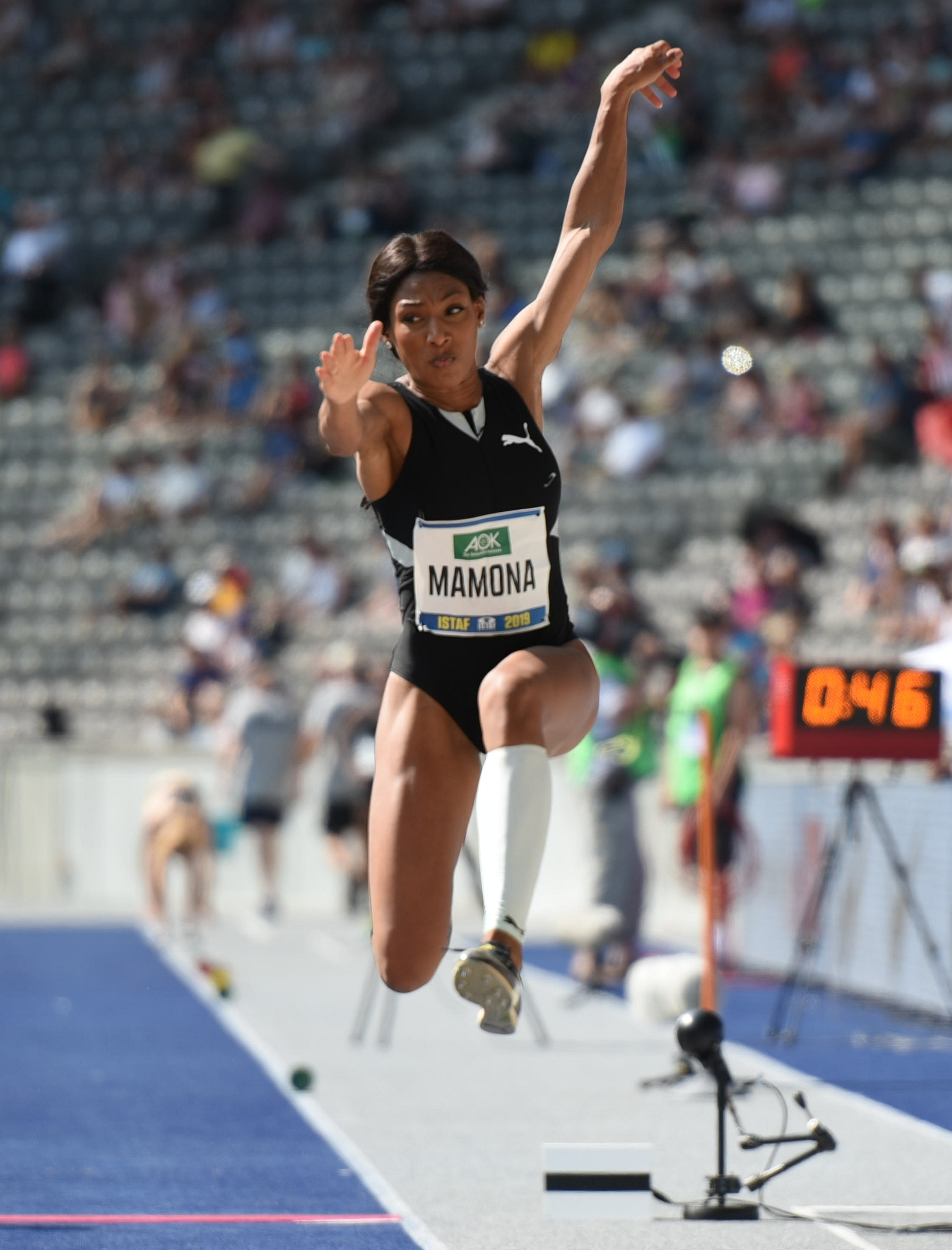
Патрісія Мамона, 2019

Патрісія Мбенгані Браву Мамона (порт. Patrícia Mbengani Bravo Mamona; нар. 21 листопада 1988) — португальська легкоатлетка ангольського походження, яка спеціалізується у потрійному стрибку.

## Із життєпису
Розпочала займатись легкою атлетикою, маючи 10 років (1998). Спеціалізується на потрійному стрибку з 2012.
Срібна олімпійська призерка у потрійному стрибку (2021).
Учасниця олімпійських змагань з потрійного стрибку на Іграх 2012 (не пройшла кваліфікаційну стадію) та 2016 (6-е місце) років.
Учасниця чотирьох чемпіонатів світу (2011, 2015, 2017, 2017), найкращим виступом на яких стало 8-е місце на змаганнях 2019 року.
Чемпіонка Європи (2016) та срібна призерка чемпіоната Європи (2012) з потрійного стрибку.
Чемпіонка Європи в приміщенні (2021) та срібна призерка чемпіоната Європи в приміщенні (2017) з потрійного стрибку.
Срібна призерка Універсіади у потрійному стрибку (2011).
Чемпіонка Португалії просто неба (2008—2017, 2019—2021) та у приміщенні (2013—2017, 2021) з потрійного стрибку.
Тренується під керівництвом португальського спеціаліста Жозе Соузи Уви (порт. Jose Sousa Uva).
Випускниця Клемсонського університета, у якому вивчала науки про здоров'я (англ. health sciences). Під час навчання у США двічі вигравала Студентський чемпіонат країни у потрійному стрибку (2010, 2011). По поверненні зі США продовжила навчання у Лузофонському гуманітарно-технологічному університеті (Лісабон), в якому вивчала біомедичну інженерію.

## Основні міжнародні виступи
| Рік  | Змагання                       | Місто          | Місце | Дисципліна | Примітки         |
| ---- | ------------------------------ | -------------- | ----- | ---------- | ---------------- |
| 2005 | Чемпіонат Європи серед юнаків  | Марракеш       | 1пф7  | 100 м з/б  |                  |
| 2005 | потрійний                      |                |       |            |                  |
| 2006 | Чемпіонат світу серед юніорів  | Пекін          |       | потрійний  |                  |
| 2007 | Чемпіонат Європи серед юніорів | Генгело        | 1кв7  | потрійний  |                  |
| 2009 | Командний чемпіонат Європи     | Лейрія         |       | потрійний  |                  |
| 2009 | Чемпіонат Європи серед молоді  | Каунас         |       | потрійний  |                  |
| 2010 | Чемпіонат Європи               | Барселона      |       | потрійний  |                  |
| 2011 | Командний чемпіонат Європи     | Стокгольм      |       | 100 м з/б  |                  |
| 2011 | потрійний                      |                |       |            |                  |
| 2011 | Універсіада                    | Шеньчжень      | 2     | потрійний  |                  |
| 2011 | Чемпіонат світу                | Тегу           | 1кв14 | потрійний  |                  |
| 2012 | Чемпіонат Європи               | Гельсінкі      | 2     | потрійний  |                  |
| 2012 | Олімпійські ігри               | Лондон         | 2кв6  | потрійний  |                  |
| 2013 | Чемпіонат Європи в приміщенні  | Гетеборг       |       | потрійний  |                  |
| 2014 | Чемпіонат світу в приміщенні   | Сопот          |       | потрійний  |                  |
| 2014 | Чемпіонат Європи               | Цюрих          | 1кв6  | потрійний  |                  |
| 2015 | Чемпіонат Європи в приміщенні  | Прага          |       | потрійний  |                  |
| 2015 | Чемпіонат світу                | Пекін          | 1кв8  | потрійний  |                  |
| 2016 | Чемпіонат Європи               | Амстердам      | 1     | потрійний  | Відео на YouTube |
| 2016 | Олімпійські ігри               | Ріо-де-Жанейро |       | потрійний  |                  |
| 2017 | Чемпіонат Європи в приміщенні  | Белград        | 2     | потрійний  |                  |
| 2017 | Чемпіонат світу                | Лондон         |       | потрійний  |                  |
| 2018 | Чемпіонат Європи               | Берлін         | 2кв6  | потрійний  |                  |
| 2019 | Чемпіонат Європи в приміщенні  | Глазго         |       | потрійний  |                  |
| 2019 | Чемпіонат світу                | Доха           |       | потрійний  | Відео на YouTube |
| 2021 | Чемпіонат Європи в приміщенні  | Торунь         | 1     | потрійний  | Відео на YouTube |
| 2021 | Командний чемпіонат Європи     | Хожув          |       | потрійний  |                  |
| 2021 | Олімпійські ігри               | Токіо          | 2     | потрійний  |                  |

## Визнання
- Командор Ордена Заслуг (2016)[5]